# Aylostera nigricans
Aylostera nigricans es una especie de planta suculenta perteneciente al género Aylostera, dentro de la familia Cactaceae. Es endémica del noroeste de Argentina y anteriormente se le conocía como Rebutia nigricans.

## Descripción
Aylostera nigricans es una especie de cactus pequeño que crece formando pequeños grupos. Tiene tallos o cuerpos que van de esféricos a cilíndricos cortos, de color verde intenso a marrón verdoso, a menudo teñidos de púrpura. Pueden alcanzar alturas de hasta 5 cm, con diámetros de 2 a 3,5 cm y con la raíz engrosada en forma de remolacha. 
Presenta 11 costillas divididas en tubérculos cónicos. Las areolas no tienen espinas centrales, y las 8 o 12 (raramente hasta 16) espinas marginales ligeramente ascendentes son de color marrón a blanco. Están dispuestas como un peine, en forma de aguja y miden hasta 10 mm de largo. Las flores tienen forma de embudo, son de color rosa a rojo y miden de 2 a 3 cm de largo. Los frutos son esféricos y de color verde.

## Distribución y hábitat
El área de distribución nativa de esta especie es el noroeste de Argentina y crece principalmente en biomas desérticos o de matorrales secos.

## Taxonomía
La primera descripción de esta especie fue como Lobivia nigricans, publicada en 1940 por el botánico Wilhelm Wessner en la revista científica Beitrage zur Sukkulentenkunde und -pflege 1940: 51.
Más tarde, los botánicos Stefano Mosti y Alessio Papini trasladaron la especie al género Aylostera, por lo que pasó a llamarse Aylostera nigricans. Registraron estos cambios en la revista Pakistan Journal of Botany 43: 2782, publicada en 2011.

Etimología
- Aylostera: nombre genérico formado a partir de las palabras griegas aulos, transliterado irregularmente como aylos, (que significa 'tubo') y stereos (que significa 'sólido'), en alusión al tubo floral sólido que poseen.[4]
- nigricans: epíteto específico que proviene del latín y significa 'volverse negro', haciendo referencia al color marrón oscuro de las plantas.[5]

Sinonimia
- Aylostera carmeniana (Rausch) Mosti & Papini, 2011
- Aylostera marieae (Lad.Fisch. & Halda) Mosti & Papini, 2011
- Aylostera nigricans subsp. albispina (Rausch) Mosti & Papini, 2011
- Lobivia nigricans Wessner, 1940 (basónimo)
- Lobivia nigricans var. albispina Rausch, publicación 1985-1986, 1987
- Lobivia nigricans var. carmeniana (Rausch) Rausch, 1985-1986 publ. 1987
- Lobivia nigricans var. peterseimii (Frič ex Kreuz.) Rausch, publicación 1985-1986, 1987
- Mediolobivia nigricans (Wessner) Krainz, 1947
- Rebutia albispina (Rausch) Šída, 1997
- Rebutia carmeniana Rausch, 1978
- Rebutia marieae Lad.Fisch. & Halda, 2002
- Rebutia nigricans (Wessner) Šída, 1997
- Rebutia nigricans (Wessner) Pilbeam, 1997
- Rebutia nigricans var. albispina (Rausch) Mosti, 2000
- Rebutia nigricans subsp. carmeniana (Rausch) Mosti, 2000
- Rebutia nigricans var. peterseimii (Frič ex Kreuz.) Mosti, 2000
- Rebutia nigricans var. peterseimii Buining y Donald ex Šída, 1997
- Rebutia peterseimii Frič ex Kreuz., 1929
- Rebutia ritteri var. nigricans (Wessner) Buining y Donald, 1963

## Usos
Se cultiva principalmente como planta ornamental y su propagación se realiza normalmente a través de hijuelos o semillas.

## Galería

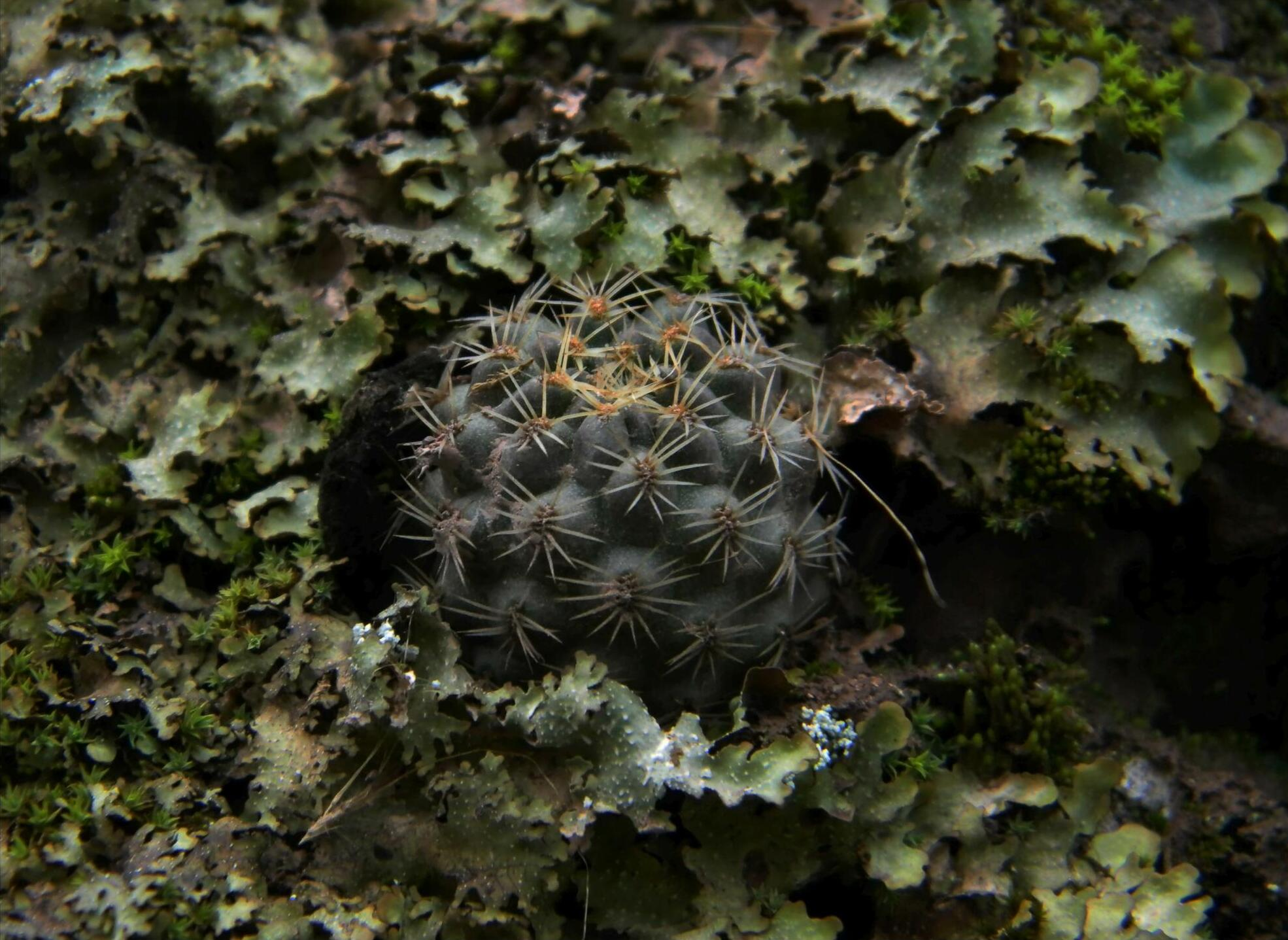
Porte de la planta
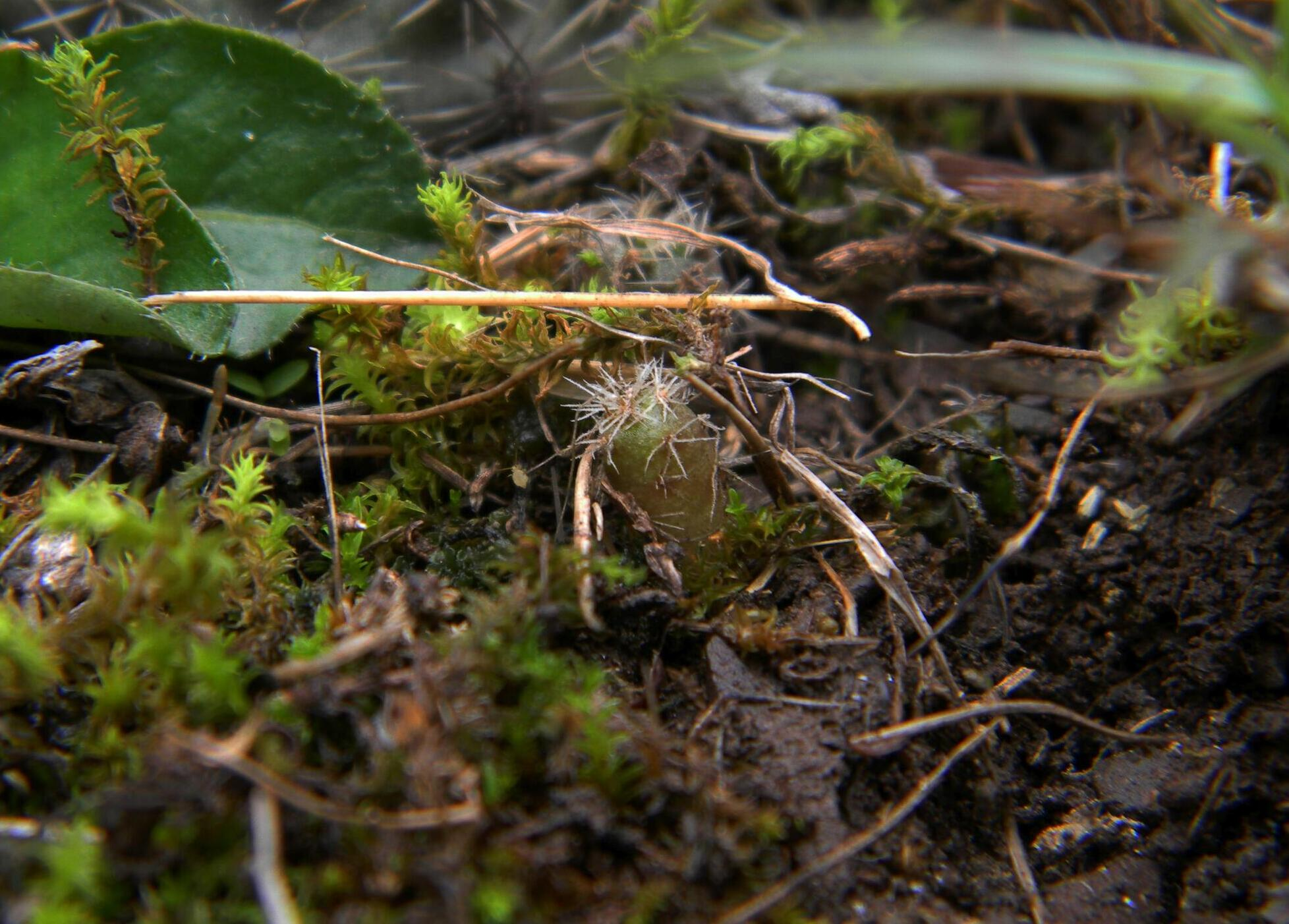
Plántula
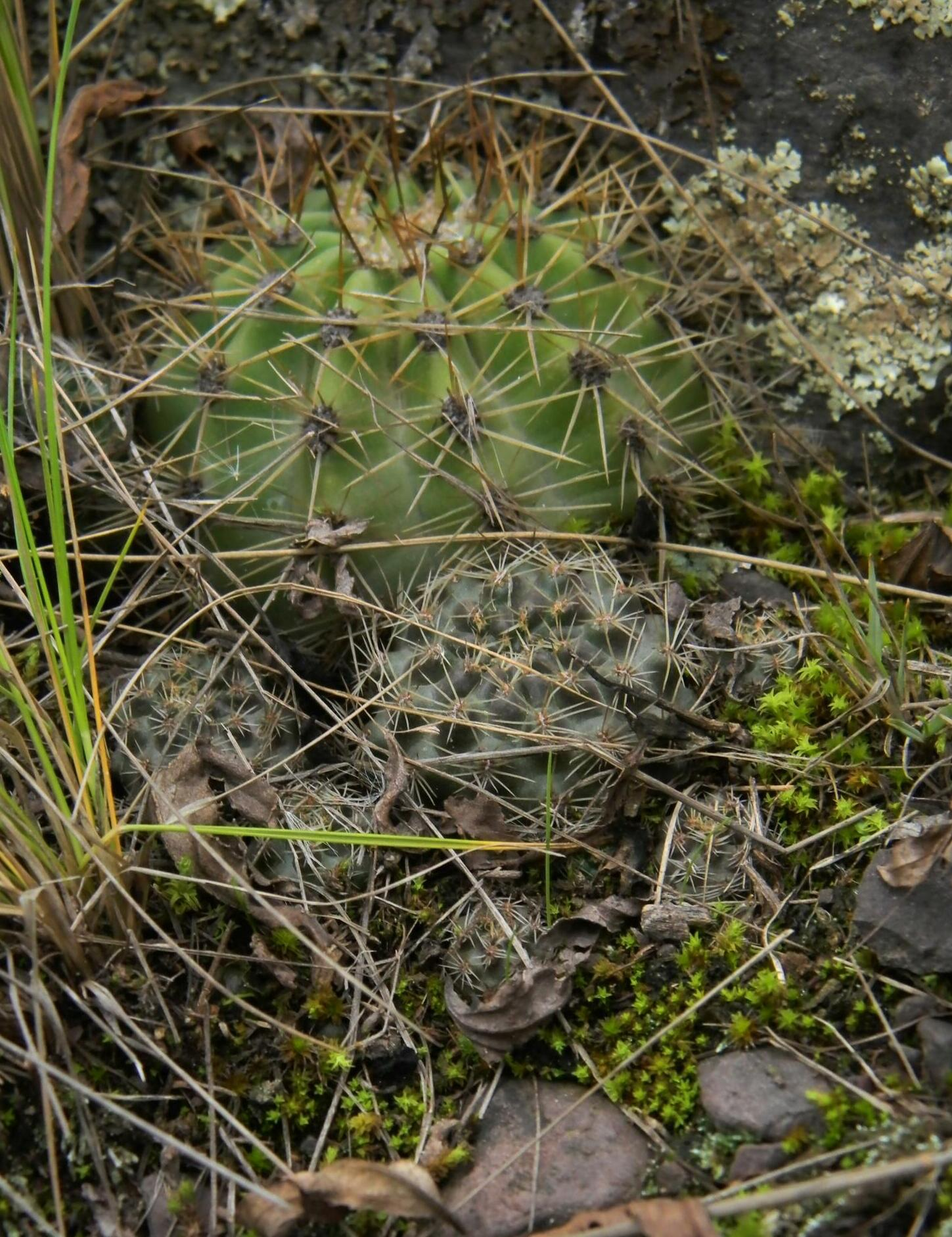
Planta en su hábitat
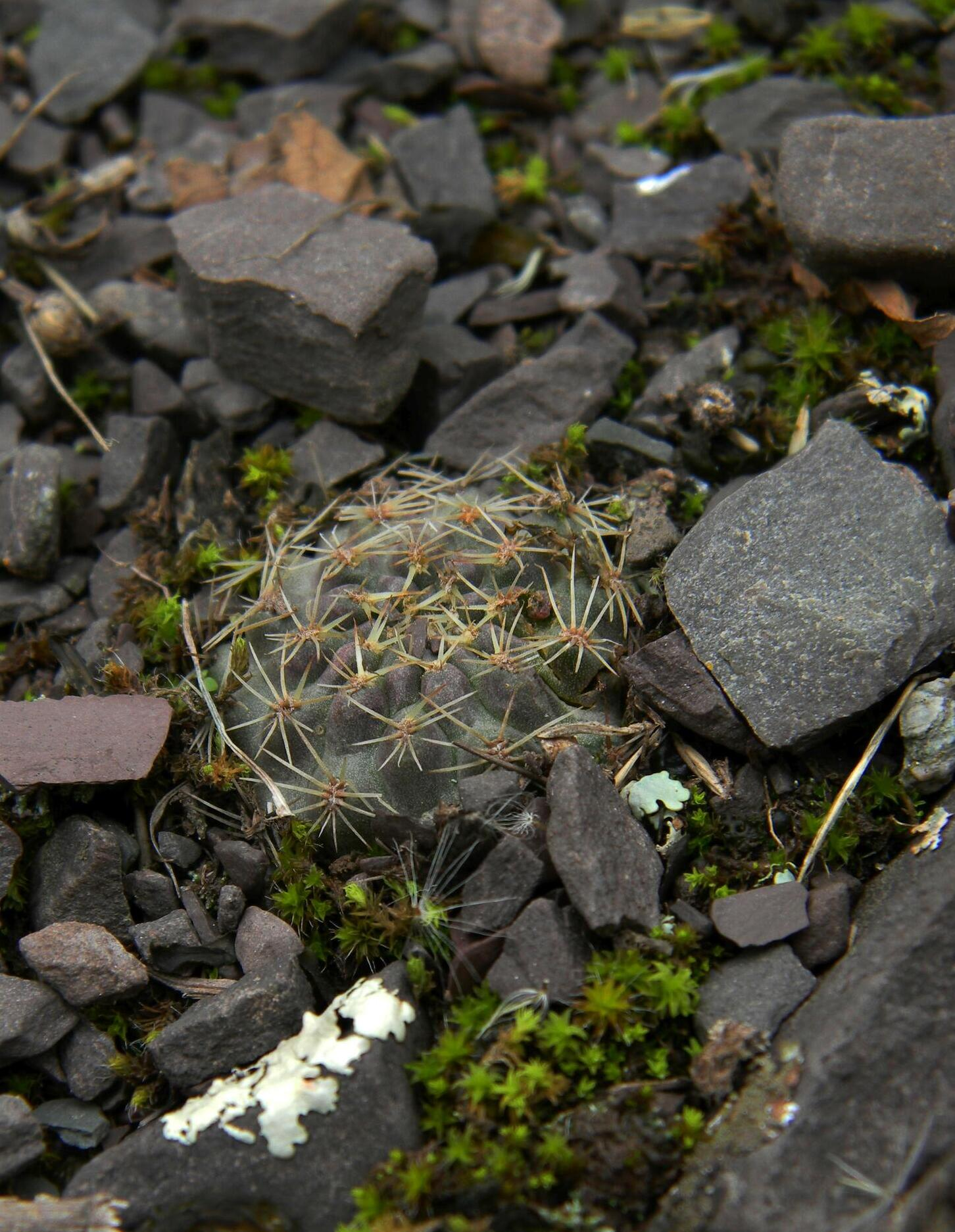
Planta semienterrada
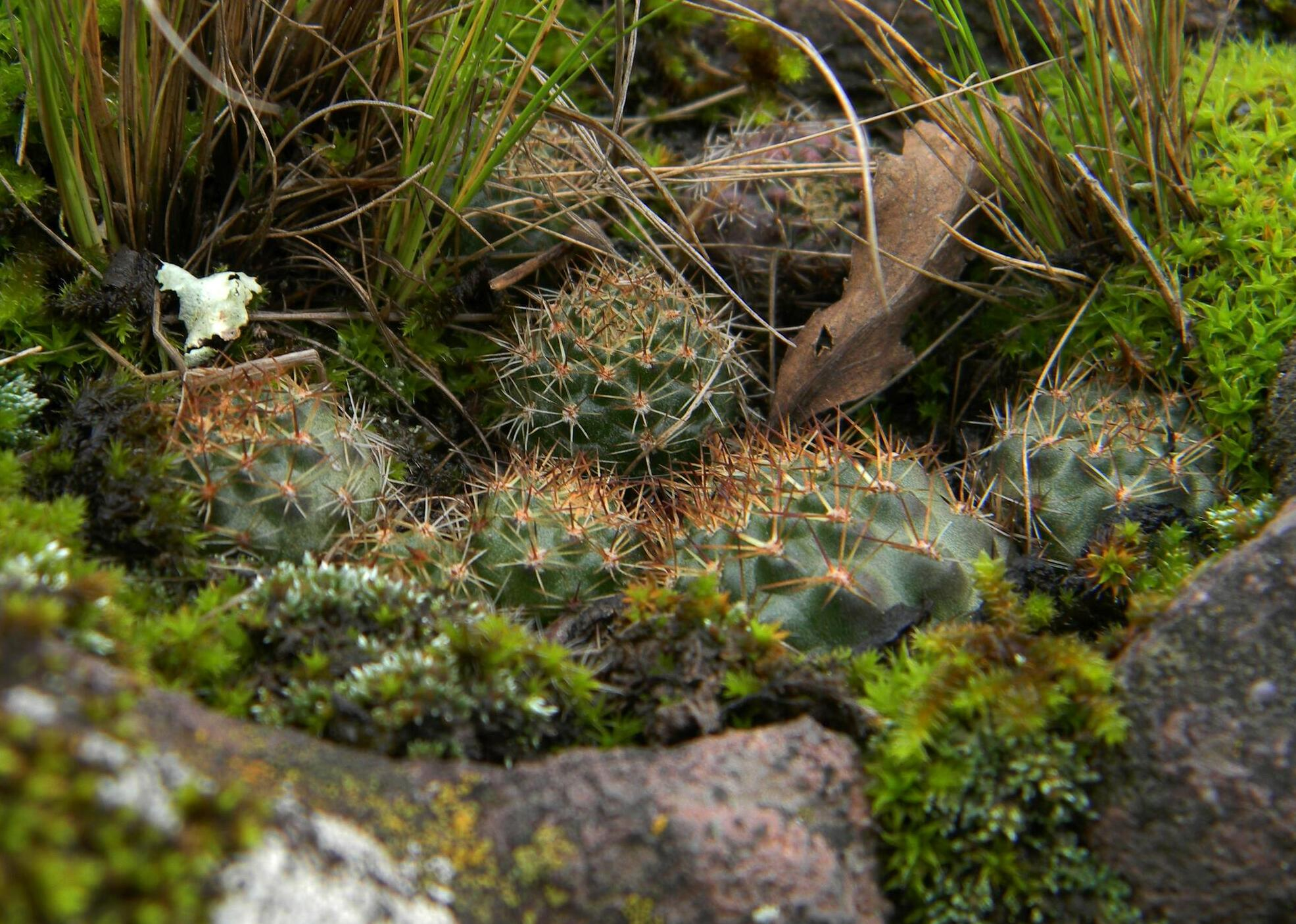
Pequeño grupo de plantas